# 金英日 (朝鲜总理)
金英日（1944年5月2日—)，一译金英逸，原朝鲜民主主义人民共和国內閣总理。
1961年加入朝鲜人民军，此后在军队中服役九年，后在咸镜北道罗津海运大学学习，毕业后在朝鲜陆海运省任指导员。1980年，金出任朝鲜政府陆海运副相（相当于交通部副部长），1994年出任陆海运相。2007年4月11日在朝鲜最高人民会议十一届五次会议上，金取代朴凤柱，当选新一任朝鲜总理。2010年6月7日，因货币改革失败而被撤职，由崔永林继任总理。
2010年6月以後，他調任清津市港湾長。
| 前任： 朴奉珠 | 朝鲜总理 | 继任： 崔永林 |

## 外部連結
- 法新社消息：朝鲜任命基建专家担任总理（页面存档备份，存于）
- 世界新闻报·朝鲜突换总理意味多（页面存档备份，存于）